# Statul Independent Congo
Statul Independent Congo a fost un stat corporatist controlat personal de regele Leopold al II-lea al Belgienilor printr-un ONG-marionetă, denumit Association Internationale Africaine. Leopold era unicul acționar și președinte al acestei organizații care a exploatat resursele de cauciuc, cupru și alte minerale din bazinul Râului Lualaba. Teritoriul acestui stat se suprapune peste cel al actualei Republici Democrate Congo și a existat între 1885 și 1908, când a fost anexată de guvernul Belgiei. Statul Independent Congo a căpătat o faimă negativă din cauza maltratării brutale a populației locale și a jefuirii resurselor naturale.
Sub administrarea lui Leopold al II-lea, Statul Independent Congo a devenit locul unuia dintre cele mai mari scandaluri internaționale ale secolului al XX-lea. Raportul consulului britanic Roger Casement privitor la uciderea a cel puțin 122 de congolezi în timpul unei expediții de colectare a cauciucului din 1903 a dus la arestarea și pedepsirea mai multor oficiali albi (inclusiv a unui cetățean belgian). În lipsa unui recensământ (primul a fost efectuat în 1924), scăderea demografică este greu de cuantificat. Raportul lui Roger Casement arată că depopularea este cauzată mai ales de patru factori: „războiul fără discernământ”, înfometarea, scăderea natalității și bolile tropicale.
Agențiile de presă europene și americane au mediatizat situația Statului Liber Congo în 1900. Până în 1908, presiunea publică și manevrele diplomatice au dus la încheierea domniei lui Leopold al II-lea și la anexarea Congoului drept colonie a Belgiei, sub numele de Congo Belgian.

## Înființarea Statului Independent Congo

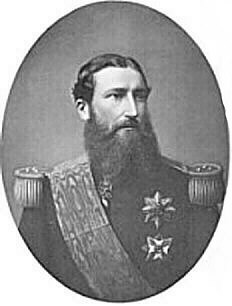
Leopold al II-lea, Regele Belgienilor și proprietar de facto al Statului Liber Congo între 1885 și 1908

Statul Independent Congo a fost înființat ca stat suveran independent și neutru fără vreo referire la locuitorii săi. Până la jumătatea secolului al XIX-lea, Congo era la marginea Africii neexplorate, europenii rareori aventurându-se în interior. Pădurile tropicale, mlaștinile și malaria (precum și alte boli cum ar fi boala somnului) făceau din această țară una dificilă pentru explorare și exploatare, aceasta neprezentând beneficii economice evidente. În 1876, Leopold al II-lea al Belgiei a organizat Asociația Internațională Africană cu colaborarea principalilor exploratori ai Africii și cu susținerea mai multor guverne europene, cu scopul promovării explorării și colonizării Africii. În 1877, Henry Morton Stanley a atras atenția asupra regiunii Congo și a fost trimis acolo de asociație, cheltuielile fiind suportate de Leopold. Printr-o serie de tratate semnate cu șefii de trib din zonă, Asociația a obținut drepturile asupra unei zone largi de-a lungul Râului Congo, și s-au înființat în zonă posturi militare. Tratatele erau extrem de dezechilibrate în favoarea lui Leopold. În unele cazuri, șefii de trib nu doar cedau întreaga suprafață de pământ, ci se și angajau să furnizeze forță de muncă.
Christian de Bonchamps, explorator francez care a lucrat pentru Leopold în Katanga, a declarat despre aceste tratate: „De altfel, tratatele cu acești tirani africani, ce constau din patru pagini lungi din care ei cel mai adesea nu înțeleg niciun cuvânt, și pe care s-au semnat cu o cruce pentru a avea parte de pace și pentru a primi daruri, nu sunt probleme serioase decât pentru puterile europene, în cazuri de dispută asupra teritoriilor. Cât despre suveranul negru care le-a semnat, pe el nu-l privesc niciun moment.”
După 1879, lucrările s-au făcut sub auspiciile Comité d'Études du Haut Congo, care a stat la baza Asociației Internaționale pentru Congo. Această organizație încerca să combine numeroasele mici teritorii obținute într-un singur stat suveran și cerea recunoașterea acestui stat de către Puterile Europene. La 22 aprilie 1884, după ce a decis să recunoască tratatele semnate de șefii de trib localnici, guvernul Statelor Unite a recunoscut Asociației Internaționale pentru Congo drepturile de stat suveran sub numele de Statul Independent Congo, exemplu urmat și de Austro-Ungaria, Franța, Imperiul German, Regatul Unit, Italia, Regatul Țărilor de Jos, Portugalia, Imperiul Rus, Spania și Suedia. Conferința Internațională privind problemele africane, întrunită la Berlin, în 1884–85, a determinat statutul interanțional al Statului Independent Congo.
Regele Leopold a devenit proprietar asupra Congoului prin cooperarea marilor puteri europene. Profiturile obținute de Leopold în regiune și creșterea interesului europenilor pentru colonizarea Africii au condus la creșterea concurenței pe acest continent. Activitatea lui Leopold în Congo îi determinase deja pe francezi să revendice o regiune (actuala Republica Congo) de pe malul nordic al depresiunii Pool Malebo. Deși nimeni (în afară de Leopold) dorea în mod deosebit asemenea colonii nerentabile, celelalte puteri europene nu erau dispuse să stea deoparte și să vadă cum rivalii lor ocupă teritorii în Africa.
Într-o serie de negocieri, Leopold, sub masca obiectivelor umanitare și în calitate de președinte al Association Internationale Africaine, a îndreptat rivalii europeni unii împotriva altora.

#### Alte puteri și revendicările lor
- Regatul Unit era îngrijorat de expansiunea franceză și avea o revendicare din timpul expediției locotenentului Cameron din 1873 din Zanzibar pentru repatrierea osemintelor lui Livingstone, dar nu dorea să se mai încarce cu o colonie nerentabilă.
- Portugalia avea o revendicare mult mai veche, datând de la descoperirea de către Diogo Cão a gurilor Râului Congo în 1482 și, deși a ignorat-o secole la rând, și-a amintit de ea. Portugalia a cochetat cu Franța la început, dar britanicii s-au oferit să susțină revendicările Portugaliei asupra întregului Congo cerând în schimb doar un acord de liberalizare a comerțului.
- Cancelarul german Bismarck avea teritorii vaste în Africa de Sud-Vest, dar nu avea nicio intenție în ce privește Congo, deși era mulțumit să-și vadă rivalii britanici și francezi excluși din acea colonie.

#### Campania Regelui Leopold
Leopold a demarat o campanie publicitară în Regatul Unit, prin care atrăgea atenția asupra sclaviei practicate de Portugalia în colonii pentru a distrage atenția criticilor, spunând în secret comercianților britanici că dacă primește control oficial asupra Congoului el le va acorda același statut de „națiunea cea mai favorizată” oferit de Portugalia. În același timp, Leopold îi promitea lui Bismarck că nu va da niciunei națiuni un statut privilegiat, și că negustorii germani vor fi la fel de bineveniți ca și ceilalți.
Leopold a oferit apoi Franței susținerea Asociației privind colonizarea malului nordic, propunând ca, dacă averea sa personală nu va fi suficientă pentru administrarea întregului Congo, așa cum la acea vreme părea inevitabil, că îl va ceda Franței.
A obținut ajutor și din partea Statelor Unite, trimițându-i Președintelui Chester A. Arthur copii modificate ale tratatelor obținute de exploratorul britanic Henry Morton Stanley de la căpeteniile triburilor locale, propunând ca, în calitate de organism umanitar dezinteresat, Asociația să administreze Congo pentru binele tuturor, cedând puterea localnicilor imediat ce aceștia vor fi devenit capabili să-și asume această răspundere.

#### Conferința de la Berlin
În noiembrie 1884, Otto von Bismarck a organizat la Berlin o conferință la care a invitat 14 țări pentru a găsi o soluție pașnică a crizei congoleze. După trei luni de negocieri, la 5 februarie 1885, Leopold a ieșit câștigător. Franța a primit 666.000 km² pe malul nordic (actualele Republica Congo și Republica Centrafricană), Portugalia a primit 909.000 km² în sud (Angola de astăzi), iar organizația „filantropică” deținută în întregime de Leopold a primit restul: 2.344.000 km², care urmau să constituie Statul Independent Congo. Aceste teritorii trebuia să fie ocupate conform principiului eficienței, enunțat la această conferință; adică pentru a deține un teritoriu, un stat trebuia efectiv să administreze și să exploateze economic acel teritoriu, altfel el putea fi ocupat de alt stat.
Leopold a reușit să convingă participanții la conferință să transfere controlul asupra Congoului nu uneia dintre numeroasele sale organizații, nici măcar statului belgian al cărui reprezentant era, ci lui personal. El a devenit singurul conducător al unei populații estimate de Stanley la 30 de milioane de oameni, fără constituție, fără supraveghere internațională, fără să fi fost vreodată în Congo, și fără ca mai mult de câțiva dintre viitorii săi supuși să audă de el.

## Cucerirea lui Leopold

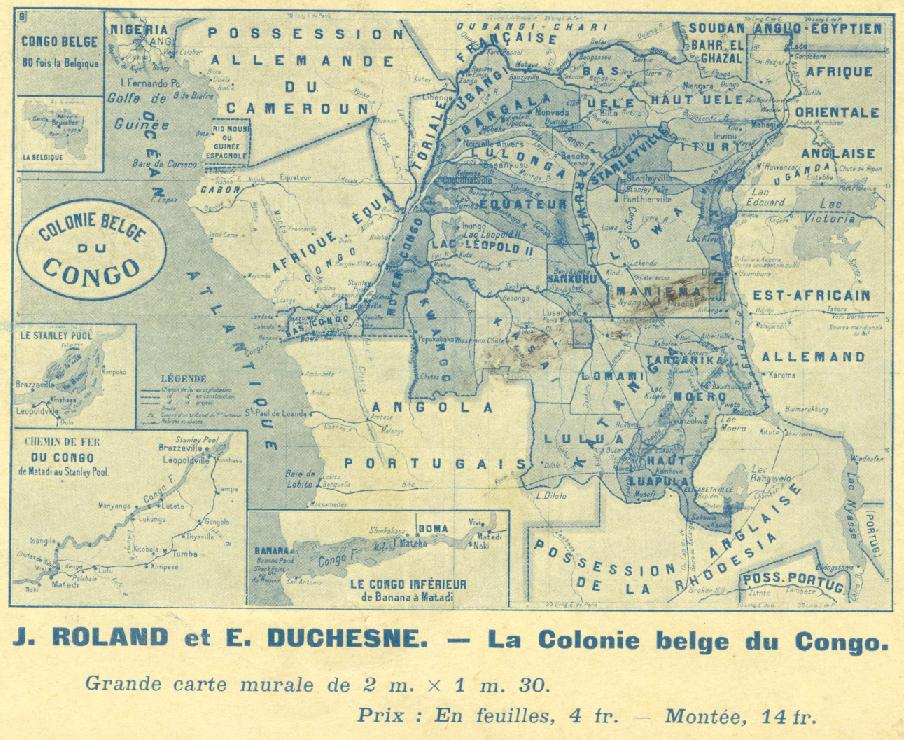
Statul Independent Congo şi împărţirea sa administrativă

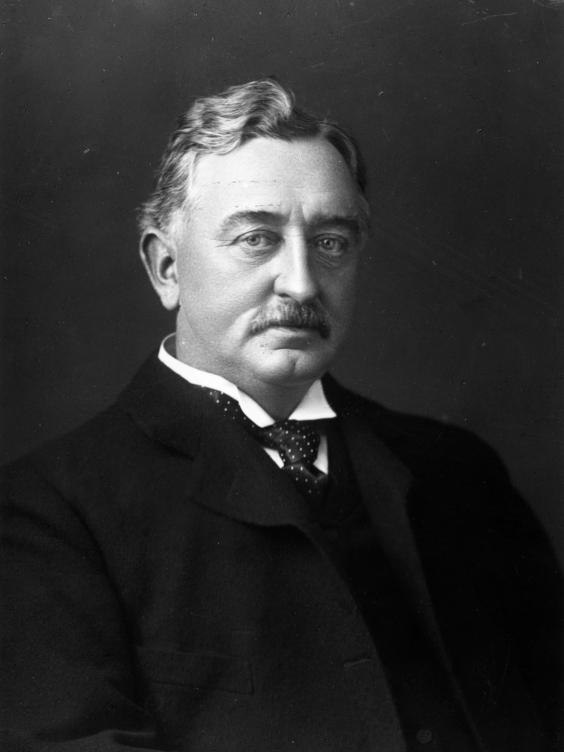
Una dintre problemele lui Leopold era că Cecil Rhodes încerca să extindă teritoriul britanic spre nord în bazinul Congo.

Leopold nu mai avea nevoie de fațada Asociației, și a înlocuit-o cu un guvern în care a numit câțiva belgieni care aveau să-i respecte ordinele. Și-a stabilit capitala la Boma, și a trimis acolo un Guvernator General și un șef al poliției. Vastul bazin al râului Congo a fost împărțit în 14 districte administrative, fiecare district era împărțit în zone, fiecare zonă în sectoare, și fiecare sector în posturi. De la nivelul de Comisar de District până la cel de post, toți liderii numiți erau europeni.
În următorii ani, s-au ivit trei probleme principale.
1. În afara celor opt puncte comerciale ale lui Stanley, Statul Independent era compus dintr-o junglă necartografiată, și nu oferea niciun profit comercial.
2. Cecil Rhodes, pe atunci Prim Ministru al Coloniei britanice a Capului (parte astăzi din Africa de Sud) își extindea teritoriile Companiei Britanice a Africii de Sud înspre nord și amenința să ocupe Katanga exploatând principiul eficienței din Tratatul de la Berlin, cu susținerea lui Harry Johnston, comisarul britanic pentru Africa Centrală care era reprezentantul Londrei în regiune.[3]
3. Grupările de negustori de sclavi din Zanzibar ale lui Tippu Tip erau prezente în nordul și estul țării și în zona învecinată din est (Uganda de astăzi), și își înființaseră un stat de facto independent.

#### Economia
Leopold nu își permitea costurile guvernării Statului Independent Congo așa că a pus în mișcare un regim de maximizare a profitabilității. Prima schimbare a fost introducerea conceptului de terres vacantes — pământ „vacant”, adică orice pământ pe care nu trăia niciun european. Acestea erau considerate proprietăți ale statului, și slujitorii statului (adică orice alb angajat al lui Leopold) era încurajat să-l exploateze.
Apoi, statul a fost împărțit în două zone economice: Zona de Liber Schimb a fost deschisă antreprenorilor din orice țară europeană, cărora li s-a permis să cumpere monopol pe 10 sau pe 15 ani asupra oricărei resurse dintr-un district: de exemplu, fildeșul dintr-un anume district, sau cauciucul. Cealaltă zonă — aproape două treimi din Congo — a devenit Domaine Privé: proprietatea exclusivă a Statului, care la rândul său îi aparținea lui Leopold.
Mai mult, în 1893, cei mai accesibili 259.000 km² din Zona de Liber Schimb au fost declarați Domaine de la Couronne. Aici se aplicau aceleași reguli ca și în Domaine Privé cu diferența că toate profiturile îi reveneau direct lui Leopold.

#### Ocuparea regiunii Katanga
La începutul perioadei, s-a rezolvat și a doua problemă — expansionismul Companiei Britanice a Africii de Sud în sudul bazinului Congo. Îndepărtatul Regat Yeke din Katanga de pe cursul superior al Râului Lualaba nu semnase niciun tratat, și se știa că acolo există zăcăminte de cupru și probabil și aur. Puternicul mwami (rege), Msiri, respinsese deja un tratat propus de Alfred Sharpe în numele lui Rhodes. În 1891, o expediție din Statul Independent a obținut o scrisoare de la Msiri prin care accepta ca agenții statului să vină în Katanga, și în același an Leopold a trimis o expediție bine înarmată să ocupe Katanga prin orice mijloc. Msiri a încercat să îndrepte Statul Independent împotriva lui Rhodes, și când s-au împotmolit negocierile, Stairs, liderul expediției, a înălțat drapelul Statului Independent și i-a dat lui Msiri un ultimatum. Msiri s-a retras rapid într-o poziție întărită, iar Stairs a trimis o forță să-l aresteze. Msiri a opus rezistență, iar căpitanul Omer Bodson l-a ucis pe Msiri, fiind și el rănit mortal în lupta ce a urmat. Membrii expediției i-au tăiat lui Msiri capul și l-au pus pe un stâlp, după care un alt șef de trib pus de Stairs a semnat tratatul.

#### Războiul cu traficanții de sclavi
Pe termen scurt, a fost rezolvată și a treia problemă, aceea a traficanților de sclavi, cum ar fi zanzibarianul Tippu Tip. Leopold a negociat o alianță cu acesta și l-a numit apoi chiar Guvernator al districtului Stanley Falls. Pe termen lung, această soluție nu era satisfăcătoare. În țară, Leopold era criticat pentru alianța cu Tip. Mai rău, Tip și Leopold erau rivali: fiecare sclav luat de Tippu Tip din țară, fiecare fildeș, era în pierderea lui Leopold. Războiul era inevitabil.
Ambele părți au luptat prin intermediari, înarmând și conducând triburile din pădurile de pe cursul superior al râului Congo într-un conflict. Muschetele lui Tip nu au putut face față artileriei și mitralierelor lui Leopold. Până la începutul lui 1894 războiul se terminase.

## Economia în timpul domniei lui Leopold

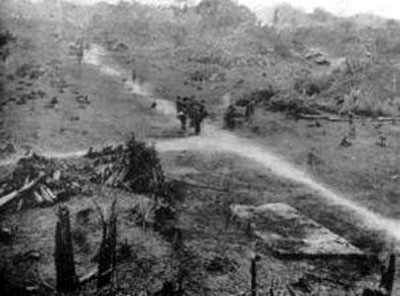
Un sat congolez (Baringa, Equateur) este golit şi demolat pentru a face loc unei plantaţii de cauciuc.

Între timp, căutarea de surse de venit a continuat. Salariile oficialilor de district au fost reduse la minimum, venitul lor fiind suplimentat de un comision bazat pe profitul pe care îl aduce regiunea lui Leopold. După critici pe scară largă, acest „sistem de prime” a fost înlocuit cu allocation de retraite în care o mare parte din plată era acordată la sfârșitul serviciului doar agenților teritoriali și magistraților a căror conduită era considerată „satisfăcătoare” de superiori. În practică, aceasta însemna că nu se schimbă nimic. Comunităților băștinașe din Domaine Privé nu doar că li s-a interzis să vândă oricui altcuiva decât statului: ele au fost obligate să dea oficialilor statului cote de cauciuc și de fildeș la un preț fixat de guvern și să furnizeze hrană postului local.
Cauciucul era extras din plantele agățătoare sălbatice din junglă, spre deosebire de cel din Brazilia, care era extras prin crestarea tulpinilor copacilor. Pentru a extrage cauciucul, în loc să-l scurgă din plante, localnicii tăiau lianele și se mânjeau cu latex. Când latexul se întărea, acesta se cojea de pe piele într-o manieră dureroasă, scoțând și părul. Acest proces ducea la moartea lianelor, și sursele de cauciuc deveneau astfel din ce în ce mai greu de găsit. Cu toate acestea, guvernul a continuat să ceară îndeplinirea cotelor.
Force Publique (FP, forța locală de poliție) era însărcinată cu colectarea cotelor. Ofițerii erau agenți albi ai statului. Din soldații negri, mulți proveneau din triburile de pe cursul superior al Congoului, pe când alții fuseseră răpiți în copilărie în timpul raidurilor asupra satelor și aduși la misiunile Romano-Catolice, în care primeau o pregătire militară în condiții apropiate de ale sclaviei. Înarmați cu arme moderne și cu chicotte — un bici din piele de hipopotam — Force Publique lua ostatici (mai ales femei) și îi tortura, îi biciuia și viola. Satele ce opuneau rezistență erau arse, iar mâinile umane erau luate ca trofeu din ordinele ofițerilor albi pentru a demonstra că nu s-au irosit gloanțe. (Ofițerii erau îngrijorați că subordonații irosesc muniție vânând animale, și le cereau soldaților să aducă o mână pentru fiecare glonț tras.)

## Dezastrul umanitar

#### Mâini tăiate

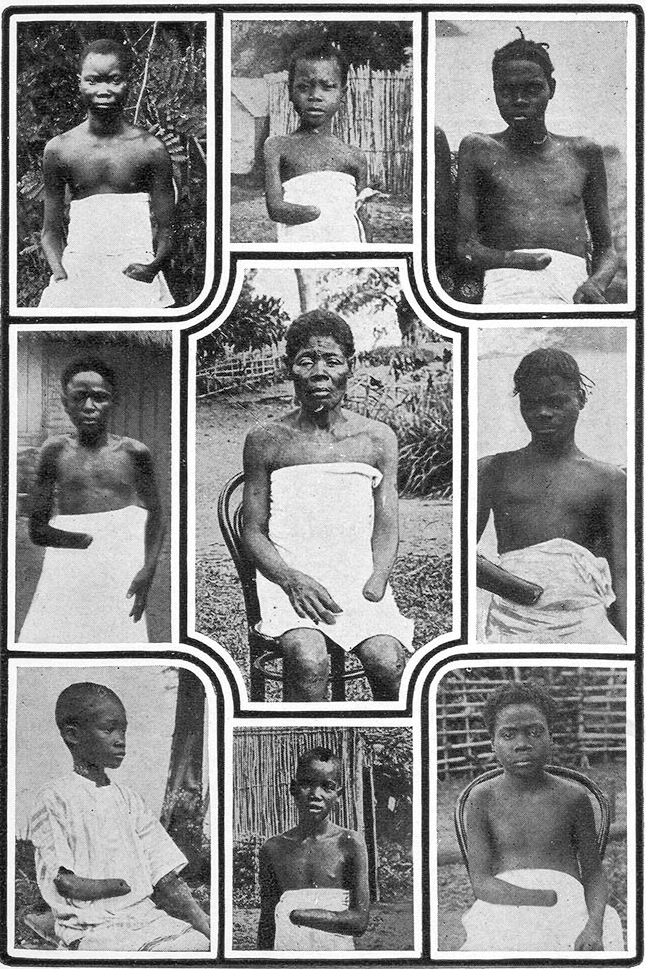
Muncitorii localnici care nu îndeplineau cotele de producţie a cauciucului erau pedepsiţi adesea prin tăiere mâinilor.

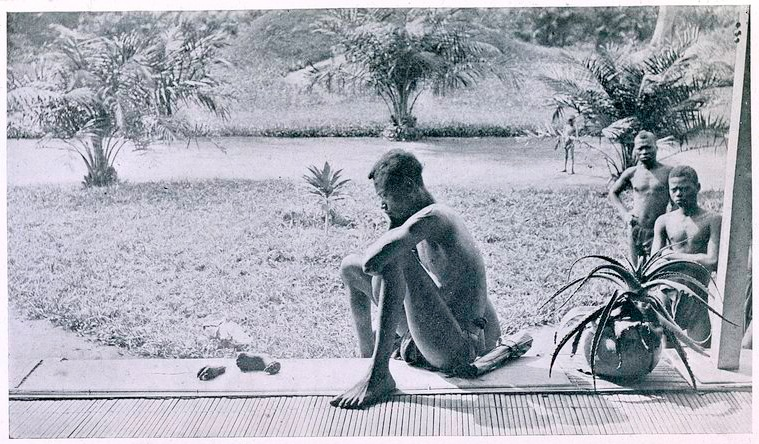

Satele care nu îndeplineau cotele de cauciuc erau forțate să plătească restul prin mâini tăiate, iar acestea erau folosite pentru a demonstra o ucidere. Uneori, mâinile erau tăiate de soldații din Force Publique, alteori chiar de săteni. Izbucneau uneori și mici războaie când unele sate atacau satele învecinate pentru a aduna mâini, întrucât cotele de cauciuc erau exagerate și nu puteau fi respectate.
Un tânăr ofițer alb a descris un raid de pedepsire a unui sat care protestase. Comandantul alb „ne-a ordonat să tăiem capetele bărbaților și să le agățăm de gardul satului ... și să spânzurăm de gard femeile și copiii în formă de cruce.” După ce a văzut pentru prima oară un băștinaș ucis, un misionar danez scria: „Soldatul a spus: «Nu puneți asta prea mult la suflet. Și pe noi ne omoară dacă nu aducem cauciucul. Comisarul ne-a promis că dacă avem destule mâini, ne va scurta serviciul.»” Peter Forbath scria:
| “ | Coșurile de mâini tăiate, puse la picioarele comandanților europeni de post, au devenit simbolul Statului Independent Congo. ... Colectarea de mâini a devenit un scop în sine. Soldații din Force Publique le aduceau la post în loc de cauciuc; plecau chiar să adune mâini în loc de cauciuc... Au devenit un fel de monedă. Au ajuns să fie folosite pentru a suplini deficitul de cauciuc, pentru a înlocui... oamenii care se cereau pentru grupările de muncă forțată; iar soldații din Force Publique erau plătiți pe baza a câte mâini adunau. | ” |

Teoretic, fiecare mână dreaptă demonstra un omor. În practică, soldații tăiau mâna victimei pe care o lăsau după aceea să trăiască. Mai mulți supraviețuitori au declarat mai târziu că au supraviețuit unui masacru făcând pe morții, rămânând nemișcați chiar și când li se tăiau mâinile, și așteptând până la plecarea soldaților înainte de a căuta ajutor. În unele cazuri, soldații obțineau scurtarea serviciului prin aducerea a mai multe mâini decât orice alt soldat, ceea ce a dus la mutilări pe scară largă.

#### Morți
Estimările numărului de morți din această perioadă a conducerii lui Leopold sunt variate. Scăderea populației din Congo a fost observată de toți cei care au comparat țara la începutul dominației coloniale cu cea de la începutul secolului al XX-lea. Observatorii contemporani (cum ar fi Jan Vansina, profesor emerit de istorie și antropologie la Universitatea Wisconsin), sugerează că populația s-a înjumătățit în această perioadă.
Conform diplomatului britanic Roger Casement, această depopulare a avut patru cauze principale: „războiul fără discernământ”, înfometarea, reducerea natalității și bolile. Boala somnului făcea ravagii și era folosită de regim pentru a explica scăderea demografică. Adversarii regelui spuneau, însă, că administrația însăși trebuie considerată răspunzătoare pentru răspândirea epidemiei.
În absența unui recensământ (primul a fost făcut în 1924) care să dea o cifră de pornire, este și mai dificil de cuantificat scăderea demografică. Forbath a estimat-o la cel puțin 5 milioane de oameni; Adam Hochschild și Isidore Ndaywel è Nziem, la 10 milioane; cartea lui Fredric Wertham din 1966 „Semnul lui Cain: o explorare a violenței umane” estimează că populația din Congo a scăzut de la 30 milioane la 8,5 milioane în această perioadă. New York Times arată că „Sub domnia terorii instituită de Regele Leopold al II-lea al Belgiei (care a condus Statul Independent Congo ca pe un fief personal între 1885 și 1908), populația din Congo a fost înjumătățită -- până la 8 milioane de africani.” 
Determinarea cu exactitate a numărului de morți este aproape imposibilă în lipsa oricăror cifre exacte. Louis și Stengers arată că populația la preluarea controlului de către Leopold sunt doar „presupuneri”, în timp ce tentativa lui E.D. Morel și a altora de a se apropia de o estimare a scăderilor demografice sunt doar „exerciții de imaginație”.
În 1900, Africa avea între 90 de milioane (African Studies Review 49.1 (2006) 179-181) și 133 de milioane (World Population Prospects: The 2006 Revision) de locuitori.

## Sfârșitul Statului Independent Congo
Leopold s-a îndatorat mult cu preluarea Congoului, dar a fost salvat odată cu explozia prețurilor la cauciuc în anii 1890. Prețurile au crescut și s-au menținut mari în tot ultimul deceniu al secolului al XIX-lea, întrucât în industrie cauciucul începuse să fie folosit la producția de anvelope, furtunuri, izolații pentru cablurile de telegraf și telefon, și așa mai departe. Până la sfârșitul secolului, cauciucul sălbatic a depășit cu mult fildeșul ca principală sursă de venit în Statul Independent Congo. Anul de vârf a fost 1903, cauciucul având cel mai mare preț atunci și companiile concesionare având în acel an cele mai mari profituri.

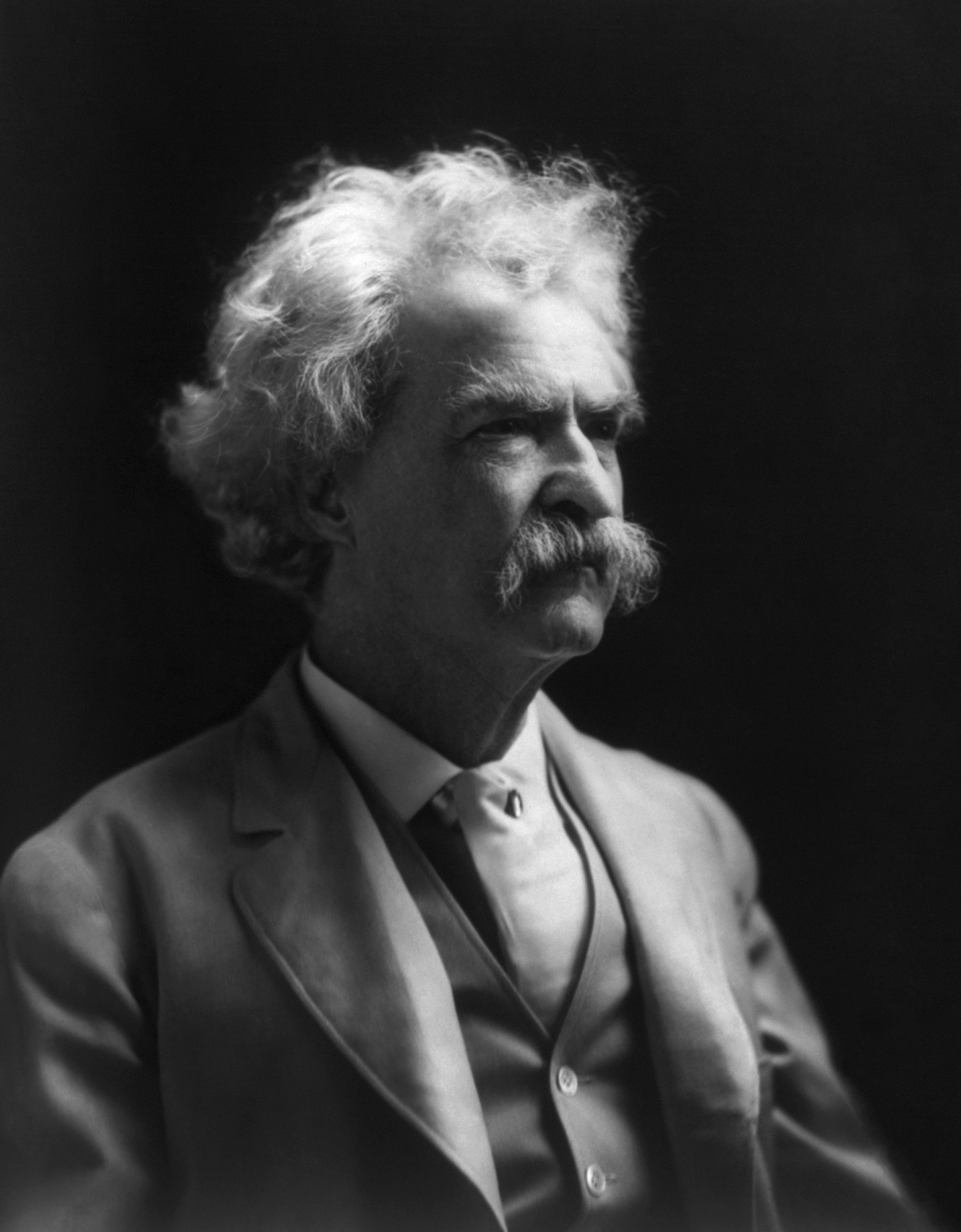
Ca şi Joseph Conrad în Inima întunericului, Mark Twain (în imagine) a văzut regimul de jaf, sclavagism, violuri și mutilări. Twain a scris Monologul Regelui Leopold, o satiră sarcastică.

Explozia prețului a dus la creșterea eforturilor de găsire a producătorilor cu preț mic. Companiile concesionare congoleze au început să se confrunte cu concurența cultivatorilor din Asia de Sud-Est și din America Latină. S-au cultivat plantații în alte zone tropicale—mai ales sub supervizarea firmelor britanice rivale—și prețul mondial al cauciucului a început să scadă. Concurența a crescut exploatarea forței de muncă în Congo cu scopul reducerii costurilor de producție. Cu timpul, costul de producție a început să reducă marja de profit, împreună cu costurile crescute ale metodelor de recoltare nesustenabile. Odată cu creșterea concurenței din partea producătorilor de cauciuc din alte părți ale lumii, statul lui Leopold a rămas din ce în ce mai vulnerabil în fața observațiilor din străinătate, mai ales a celor din Regatul Unit.
Misionarii erau primiți doar cu condiția neintervenției, iar Leopold a reușit să-i reducă la tăcere pe romano-catolicii belgieni. Cu toate acestea, zvonuri circulau, așa că Leopold a dus o amplă campanie publicitară de discreditare a lor, înființând chiar o așa-numită Comisie pentru Protecția Băștinașilor pentru a elimina „cazurile izolate” de abuz. Editurile au fost mituite, criticii au fost acuzați că duc campanii secrete de susținere a ambițiilor coloniale ale altor țări, iar relatările martorilor misionari cum ar fi William Henry Sheppard au fost etichetate drept tentative ale protestanților de discreditare a preoților romano-catolici cinstiți. Timp de peste un deceniu, Leopold a avut succes. Secretul fusese spus, dar foarte puțini îl credeau.
În cele din urmă, cele mai puternice lovituri mediatice au venit din partea lui E. D. Morel, funcționar la un mare birou comercial din Liverpool și ziarist în timpul liber, care a început să se întrebe de ce navele care aduceau mari încărcături de cauciuc din Congo plecau pline doar de arme și muniție pentru Force Publique. Și-a părăsit slujba și a devenit jurnalist de investigație și apoi publicist cu ajutorul unor comercianți care doreau să spargă monopolul lui Leopold sau, în cazul milionarului din industria ciocolatei William Cadbury, unor filantropi. Romanul lui Joseph Conrad, Inima întunericului, a fost publicat în 1902. Pe baza unei scurte experiențe de căpitan de vapor pe fluviul Congo cu zece ani în urmă, romanul lui Conrad a încapsulat îngrijorările crescânde ale publicului cu privire la ce se întâmpla în Congo. În 1903, Morel și cei ce erau de acord cu el în Camera Comunelor au reușit să adopte o rezoluție prin care se cerea guvernului britanic să efectueze o anchetă a presupuselor încălcări ale Acordului de la Berlin. Roger Casement, pe atunci consul britanic la Boma, a dat un raport lung și detaliat al lucrurilor la care fusese martor, raport publicat în 1904. Asociația britanică pentru Reforma Congoului, fondată de Morel cu susținerea lui Casement, a cerut acțiune. Alte țări europene și Statele Unite s-au alăturat acestor voci. Parlamentul britanic a cerut o întâlnire a celor 14 puteri semnatare pentru revizuirea Acordului de la Berlin din 1885. Parlamentul belgian, la insistențele lui Emile Vandervelde și ale altor critici ai politicii congoleze a regelui, l-au forțat pe Leopold să înființeze o comisie independentă de anchetă și, în ciuda eforturilor regelui, în 1905 ea a confirmat raportul lui Casement.
Uciderile în masă din Statul Independent Congo au devenit o cause celèbre în ultimii ani ai secolului al XIX-lea și o mare problemă mediatică nu doar pentru rege, ci și pentru întreaga Belgie, stat ce se dorea progresist și atent cu drepturile omului. Mișcarea pentru Reformă în Congo, care îi avea ca membri pe Mark Twain, Joseph Conrad, Booker T. Washington și Bertrand Russell, printre alții, a condus o puternică mișcare internațională împotriva maltratării populației băștinașe din Congo.
Leopold a propus reformarea regimului, dar puțini l-au luat în serios. Toate țările căzuseră de acord acum că autoritatea regelui trebuie să ia sfârșit, dar nicio țară nu era dispusă să-și asume responsibilitatea. Nicio țară nu lua în calcul în mod serios cedarea controlului asupra pământului populației băștinașe. Belgia era principalul candidat european pentru preluarea Congoului, dar belgienii nu erau dispuși. Timp de doi ani, Belgia a dezbătut chestiunea, ținând alegeri în a căror campanie Congo a fost subiectul principal. Oportunist, Leopold a mărit Domaine de la Couronne pentru a extrage și ultima picătură posibilă de profit de pe urma coloniei.
Parlamentul Belgiei a anexat Statul Independent Congo și i-a preluat administrația la 15 noiembrie 1908, la patru ani după raportul Casement și la șase ani după apariția Inimii întunericului. Scandalul internațional nu a fost, însă, o pierdere majoră pentru Leopold sau pentru companiile concesionare din ceea ce a devenit apoi Congo Belgian. Asia de Sud-Est și America Latină deveniseră deja producători de cauciuc ieftin. Împreună cu efectele epuizării resurselor din Congo, prețurile pe piața internațională scăzuseră până la un nivel care făcea exploatarea în Congo neprofitabilă. Statul a preluat dominionul personal al lui Leopold și a desființat compania, dar perioada de explozie a prețurilor cauciucului se terminase.

## Recunoașterea publică

#### Începutul secolului al XX-lea

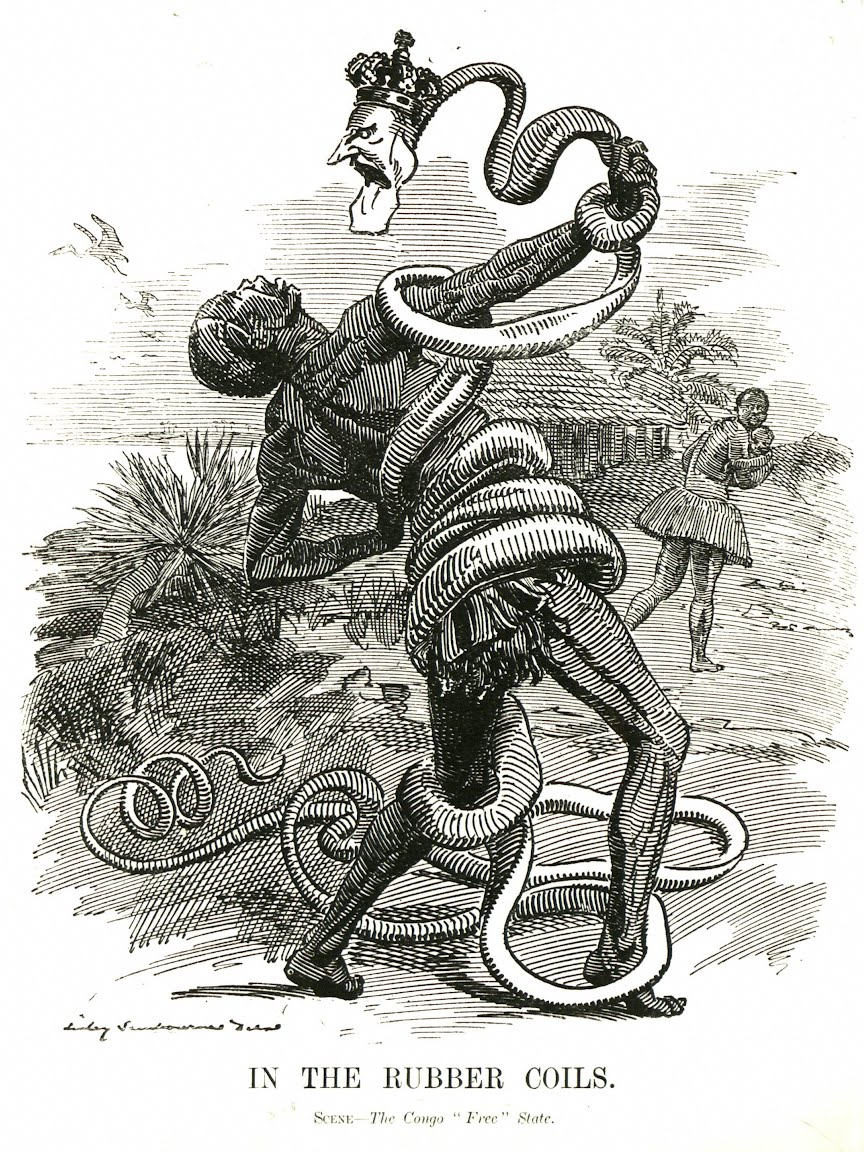
Caricatură din revista Punch, în care Leopold al II-lea apare ca o liană de cauciuc ce sugrumă un congolez

George Washington Williams, politician și istoric afro-american, a fost primul care a relatat atrocitățile din Congo. William Henry Sheppard, un alt afro-american, misionar prezbiterian, martor ocular la atrocități a dat și el mărturie. E. D. Morel, ziarist și agent de navigație britanic, a înțeles și el, verificând documentele comerciale ale Statului Independent Congo, că, deși de acolo veneau cauciuc și fildeș în valoare de milioane de dolari, banii se întorceau sub formă de puști și lanțuri. Pe baza acestor probe, a bănuit că Congo este stat sclavagist, și și-a dedicat restul vieții distrugerii sale.
Sir Roger Casement, diplomat britanc, a pus forța guvernului britanic în spatele protestului internațional împotriva regelui belgian. La sugestia lui, Morel a înființat Asociația pentru Reformarea Congoului. Sir Arthur Conan Doyle a scris în 1909 un scurt jurnal numit Crima din Congo, pe care l-a terminat în opt zile.
Romanul lui Joseph Conrad din 1899-1902, Inima întunericului a fost întâmpinat cu opoziție din partea autorităților și a stârnit largi controverse în rândul publicului, dar a fost un puternic imbold pentru analiza situației din această țară.
În 1998, Adam Hochschild a publicat cartea King Leopold's Ghost (Fantoma Regelui Leopold) și Pippa Scott a regizat în 2006 un film documentar cu același titlu.

#### Denumirea de „genocid”
Adam Hochschild nu caracterizează morțile din Congo ca fiind rezultatul unei politici deliberate de exterminare, ci ca rezultat al unui sistem brutal de muncă forțată. The Guardian relata în iulie 2001 că, după scandalizarea istoricilor belgieni în primele luni după publicarea cărții lui Hochschild, Muzeul Congoului Belgian a finanțat o anchetă a acuzațiilor lui Hochschild. Rezultatul anchetei a fost o expoziție de la Muzeul Congoului Belgian, denumită „Amintirea Congoului" (4 februarie - 9 octombrie 2005), și care își propunea să spună adevărul despre ce s-a întâmplat în colonia regelui belgian. Adam Hochschild a scris un articol pentru New York Review of Books în care a arătat că a găsit distorsiuni uriașe și evazivitate în expoziție; el a afirmat: „Expoziția tratează această chestiune într-un panou intitulat derutant «Genocid în Congo?» Acesta este un hering roșu, pentru că niciun istoric reputat al Congoului nu a lansat acuzații de genocid; un sistem de muncă forțată, deși la fel de criminal, este altceva.” 